# 至福のとき
『至福のとき』（しふくのとき、原題：幸福時光）は、2000年公開の中国映画。張芸謀（チャン・イーモウ）監督。原作は莫言（モー・イエン）の同名短編小説（『至福のとき 莫言中短編集』〈吉田富夫訳、平凡社〉所収）。

## キャスト
| 役名               | 俳優                         | 日本語吹替（ビデオ版） |
| ------------------ | ---------------------------- | ---------------------- |
| チャオ（趙）       | チャオ・ベンシャン（趙本山） | 山路和弘               |
| ウー・イン（呉穎） | ドン・ジエ（董潔）           | 園崎未恵               |
| フー（傅）         | フー・ピアオ（傅彪）         | 仲野裕                 |
| リー（李）         | リー・シュエチエン（李雪健） | 石井隆夫               |
| ニウ（牛）         | ニウ・ベン（牛犇）           | 鈴木琢磨               |
| チャオの見合い相手 | ドン・リーファン（董立范）   |                        |

## スタッフ
- 監督：チャン・イーモウ（張芸謀）
- 脚本：グイ・ズ（鬼子）
- 原作：モー・イエン（莫言）『至福のとき』
- 撮影：ホウ・ヨン（侯咏）
- 美術：ツァオ・ジュウピン（曹久平）
- 録音：ウー・ラーラー（武拉拉）
- 音楽：サン・パオ（三宝）
- 編集：チャイ・ルー（翟茹）
- 製作総指揮：エドワード・R・プレスマン、テレンス・マリック、ワン・ウェイ（王薇）